# Hjalmar Holm
Gustaf Hjalmar Valdemar Holm, född den 13 juli 1895 i Ökna i Jönköpings län, död den 12 september 1965 i Lund, var en svensk präst. Han var far till Ingvar Holm och morfar till Ursula Berge.
Efter studentexamen i Lund 1921 avlade Holm filosofie kandidatexamen vid Lunds universitet 1925 och teologie kandidatexamen där 1927. Han prästvigdes för Lunds stift sistnämnda år. Efter förordnanden som vice pastor i Linderöd och vice pastor och vice komminister i Hällaryd 1929 utnämndes han till ordinarie komminister där 1930 och till kyrkoherde i Kverrestad och Smedstorp 1937. Kontraktsprost blev han 1955. Han var ledamot av Nordstjärneorden.